# Agoraea rulla
Agoraea rulla là một loài bướm đêm thuộc phân họ Arctiinae, họ Erebidae.